# Друга збірна Туреччини з футболу
Друга збірна Туреччини з футболу, відома також як збірна Туреччини A2 (тур. Türkiye A2 millî futbol takımı) — резервна команда національної збірної Туреччини, в якій грають кандидати до головної команди.
Команда A2 має на меті полегшити перехід гравців із молодіжних збірних до старшої національної, а також дозволить уважно спостерігати за цими гравцями та збільшити їх досвід більшою кількістю міжнародних ігор.

## Історія
Команда зіграла свій перший матч у 2002 році, вигравши Future Cup у 2003 та 2005 роках, але 2008 року припинила своє існування.
Коли Гус Гіддінк очолив національну збірну, він знову відновив резервну збірну. Команда зібралась на свій перший збір у Стамбулі в листопаді 2010 року і зіграла свої перші матчі проти Білорусі (2:0) в лютому 2011 року.
Команда брала участь у Турнірі в Тулоні 2012 року, що пройшов з 23 травня по 1 червня, посівши на ньому друге місце, програвши лише фінал Мексиці. Вони також виграли International Challenge Trophy 2011–13.

## Досягнення
- International Challenge Trophy[en]: 2011–13[en]
- Future Team Cup: 2002–03,[5] 2004–05[6]